# Liunggunung
Liunggunung is een bestuurslaag in het regentschap Purwakarta van de provincie West-Java, Indonesië. Liunggunung telt 5438 inwoners (volkstelling 2010).